# Stekene
Stekene é um município da Bélgica localizado no distrito de Sint-Niklaas, província de Flandres Oriental, região da Flandres.
O município é constituído pelas vilas de  Kemzeke e Stekene.
Stekene é um oásis dentro de uma Flandres industrializada, grande parte da sua área é constituída por florestas e terras agrícolas.
A auto-estrada E34 de Antuérpia à costa passa por Stekene e esta tem acesso a ela.  Outra parte do município é coberta pela N403 que a liga até à cidade de Sint-Niklaas.
Stekene faz fronteira com Sint-Gillis-Waas a este,, Sint-Niklaas a sul, Moerbeke e a oeste o município confina com cidade neerlandesa de  Hulst